# 約翰·巴西隆
約翰·巴西隆（英語：John Basilone，1916年11月4日—1945年2月19日）是一名義大利裔的美國海軍陸戰隊槍砲士官，因為在瓜達康納爾島戰役立下戰功而獲頒美國最高軍事榮銜——榮譽勳章。他也是第二次世界大戰時期入伍海軍陸戰隊者中，唯一一位同時持有榮譽勳章與海軍十字勳章的陸戰隊員。
巴西隆在1940年加入海軍陸戰隊之前，曾以美國陸軍士兵的身分派駐菲律賓3年，並因此得到了「馬尼拉約翰」（Manila John）的綽號。成為通過受訓的陸戰隊員後，他前往古巴關塔那摩灣及索羅門群島等地服役。到瓜島作戰的時候，巴西隆率領的15人機槍隊被打到只剩自己和2名戰友，而他仍在這樣的困境下成功拖住了為數3千人的日本軍部隊。1945年時的巴西隆又參加了對硫磺島的進攻，但在登陸第一天就戰死沙場，並因此得到了海軍十字勳章。戰後，數座軍事設施、道路和美國海軍一艘戰艦均以他命名，以茲紀念。

## 生平

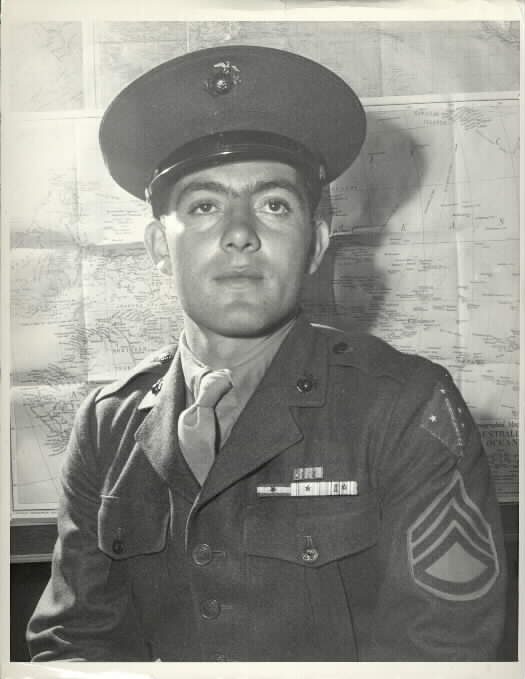
1942年時的約翰·巴西隆

### 早年
巴西隆於1916年11月4日誕生於紐約州水牛城的家中，在10個小孩間排行第六。父親薩瓦托雷·巴西隆（Salvatore Basilone）於1903年時從義大利的那不勒斯移民美國，定居於紐澤西州的拉瑞騰。母親朵拉·本西文加（Dora Bencivenga）則是1889年出生、在同州的曼維爾長大，但她父母也都是那不勒斯人。巴西隆的父母在一場教會活動中認識，並於3年後結婚。之後，水牛城出生的巴西隆在拉瑞騰度過童年，並就讀當地的聖伯納教區學校（St. Bernard Parochial School），當他在15歲從初中畢業後，還沒上高中就斷了學業:p79-80。

### 從軍
巴西隆在軍旅生涯展開之前，曾在地方的一家鄉間俱樂部當球童。之後他加入美國陸軍:p80，赴菲律賓完成3年海外役期，並在部隊中成為拳擊比賽冠軍。他在一開始入伍時是分派到傑伊堡的第16步兵團，但後來改調至第31步兵團。從陸軍退役後的巴西隆到馬里蘭州的雷斯特斯鎮開貨車謀生。當了幾個月的貨運司機後，巴西隆想回到自己在陸軍服役時待過的馬尼拉，並且認為加入海軍陸戰隊的話，能比陸軍更快調到那裡，於是他在1940年7月，到巴爾的摩向陸戰隊報到，在帕里斯島基地完成了新兵訓練後，又至匡提科基地和新河航空基地參加進階訓練。接著，軍方將巴西隆送到關塔那摩灣去等待後續派遣，然後他便歸入第1陸戰師第7團第1營的D連，準備前往索羅門群島中的瓜達康納爾作戰。

#### 瓜達康納爾島
巴西隆的部隊到瓜島後，在亨德森機場戰役中遭到了日本陸軍第2師團（仙台師團）之下一個大約3千人的聯隊襲擊。1942年10月24日，日軍展開正面攻勢，利用手榴彈、迫擊砲和機槍對抗美軍的白朗寧M1917重機槍。當時巴西隆在倫加地區（Lunga Area）率領2支機槍小隊與日軍互鬥了兩天，之後只剩他和2名同袍仍在坚持战斗。巴西隆挪了一挺機槍到開火位置上，以持續射擊抵抗來襲日兵，之後又動手修好另一挺機槍並親自操作，堅守陣線直至援軍抵達，不過彈藥也隨著戰鬥的進行而逐漸耗盡。雖然日軍從後方切斷了3人的補給線，巴西隆仍決定豁出去，一路打過敵軍出沒區域，以幫機槍手補充迫切需要的子彈。最後一批子彈在翌日黎明不久前就已用光，此時的巴西隆僅用一支點45手槍驅逐任何靠近的日本兵。到了這場激戰的最後，與他們對線互戰的日軍差不多都被擊潰了，而巴西隆也因為抗敵有功，而獲得榮譽勳章的嘉獎。

#### 回國籌款與婚姻
掛上了榮譽勳章的巴西隆，在瓜島戰役的洗禮之後得以返美、參加為國募集戰時公債的活動。他的回國被大肆宣傳，鄉親們也替他在老家辦了盛大的凱旋遊行。這場在1943年9月19日（星期日）舉辦的慶祝會吸引了數千人共襄盛舉，當中包括了政界人士、名流和媒體記者，《生活雜誌》和福斯有聲電影新聞也將這場活動製作為全國性報導。在家鄉參加遊行後的巴西隆開始在全美四處奔走、替戰事募款，並因此成了聲名大噪的戰爭英雄。雖然巴西隆很開心能受到大眾景仰，卻覺得比起待在後方，自己更適合馳聘沙場，因此向上級申請重返前線。海軍陸戰隊高層駁回所求，表示「國內戰線」比太平洋戰線更需要巴西隆的幫忙，給了他一筆佣金，而他予以婉拒。巴西隆的長官之後還提供了一個新兵指導教官的職位，但他一樣不表同意。巴西隆接著又再度請纓報國，這次才得到部隊批准，於是他在1943年12月27日前往加州的潘德頓營受訓，並在那遇到了未來的妻子——陸戰隊女子後備役中士雷娜·瑞吉（Lena Mae Riggi）。巴西隆與瑞吉於1944年7月10日在加州歐申賽德的聖瑪麗海之星教堂（St. Mary's Star of the Sea Church）成婚、又至卡爾巴斯德酒店（Carlsbad Hotel）舉辦婚宴。巴西隆與新婚妻子至岳父母開在波特蘭郊外的洋蔥農場度蜜月之後，向部隊申請前往太平洋戰區參戰。

#### 硫磺島

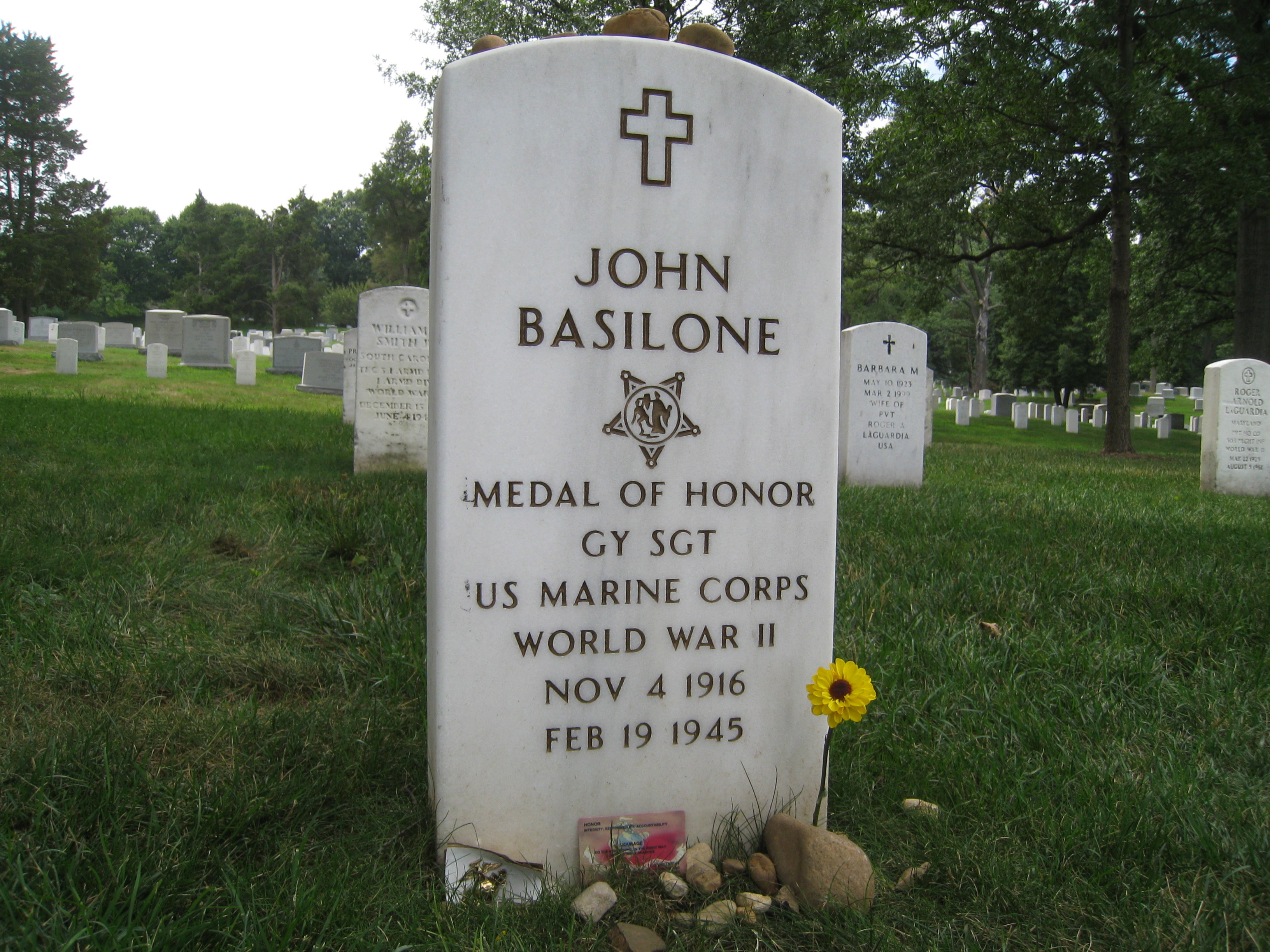
巴西隆之墓，設於阿靈頓國家公墓內

當巴西隆獲准前往艦隊報到之後，他加入第5陸戰師27團1營C連。1945年2月19日，他作為一名機槍小隊長，從硫磺島的紅2灘（Red Beach II）登陸對抗日軍。在此過程中，日軍從嚴密的要塞裡動用集中火力掃射侵入的美軍。巴西隆眼見海軍陸戰隊員們被壓制在灘頭、寸步難行，就獨自穿越日軍陣地的側翼，單槍匹馬地用手榴彈、炸彈爆破日本防禦工事、還消滅堡內的守備士兵。接著，他一路打到硫磺島中央的1號飛行場（日軍稱作千鳥飛行場），冒著猛烈砲火、指引一輛困在日軍地雷區中的美軍戰車脫困。就在巴西隆走到飛行場邊緣的時候，被日軍迫擊砲彈的碎片擊中，立刻陣亡，然而他所作的這一切卻幫助美國海軍陸戰隊擊破日本防線，並在攻島初期的關鍵階段中，得以離開灘頭、挺進內陸。因此，巴西隆在硫磺島一戰中的表現，使軍方追贈他海軍十字勳章，即美軍陸戰隊員能獲得的第二高榮譽。
巴西隆的遺體在硫磺島戰後運至阿靈頓國家公墓下葬，他的墓位於12區的384號墳，網格座標為Y/Z 23.5.。巴西隆的遺孀雷娜在往後餘生中一直維持夫姓，1999年6月11日時以86歲高齡逝世，安葬於河濱國家公墓（Riverside National Cemetery）。雷娜別著婚戒一起入土，碑上刻的墓誌銘寫著「她從未再婚」（she never remarried）。

## 榮譽

### 獲頒勳章
包括榮譽勳章和海軍十字勳章在内，約翰·巴西隆獲頒了如下獎章：
| A light blue ribbon with five white five pointed stars |                           |             |
| Bronze star                                            |                           | Bronze star |
|                                                        | Bronze star · Bronze star |             |

| 榮譽勳章           | 榮譽勳章           | 海軍十字勳章           | 海軍十字勳章           | 紫心勳章               | 紫心勳章               |
| 美國總統部隊嘉許獎 | 美國總統部隊嘉許獎 | 海軍陸戰隊優良品德獎章 | 海軍陸戰隊優良品德獎章 | 美國防禦服役獎章       | 美國防禦服役獎章       |
| 美國戰役獎章       | 美國戰役獎章       | 太平洋戰爭獎章         | 太平洋戰爭獎章         | 第二次世界大戰勝利獎章 | 第二次世界大戰勝利獎章 |

#### 榮譽勳章表揚狀
（以下為美國總統富蘭克林·德拉諾·羅斯福授予約翰·巴西隆榮譽勳章時所附的表揚狀）
美利堅合眾國總統榮幸地以國會的名義，頒發此榮譽勳章予              
約翰·巴西隆 

美國海軍陸戰隊
以表彰下文所述事蹟：

1942年10月24日至25日，（巴西隆中士）隸屬於第1陸戰師第7團第1營期間，赴索羅門群島之瓜達康納爾島，在島上的倫加地區抵抗日軍敵對部隊，並於行動中表現了卓越的英雄之舉和顯著的勇敢氣概。當敵軍重襲海軍陸戰隊的防禦陣地時，巴西隆中士率領兩支重機槍小隊，在奮戰中阻擋敵軍狂野的決死猛攻。日軍在一場激烈的正面攻勢中以手榴彈、迫擊砲破壞巴西隆中士的機槍，他那時帶領的一個機槍隊和隊員已經傷亡慘重，僅剩兩個人能繼續戰鬥。他又多移了一挺機槍到射擊位置上待命攻擊，之後也修復了另一挺機槍並親手操作，勇猛地堅守自己的陣線等待友軍馳援。不久之後，由於彈藥所剩無幾，補給線又被斷絕，巴西隆中士冒著敵軍攻擊的極大危險殺出重圍，替機槍兵帶回急需的彈藥，作出了莫大貢獻，實質上殲滅了日軍一個聯隊。他的大無畏和英勇的進取行動符合了美國海軍最高的傳統。

#### 海軍十字勳章表揚狀
美利堅合眾國總統榮幸地頒發此海軍十字勳章予          
約翰·巴西隆 

美國海軍陸戰隊
以表彰下文所述事蹟：

1945年2月19日，（巴西隆士官）擔任第5陸戰師第27團1營C連機槍小隊長期間，在火山列島對抗硫磺島日軍部隊的行動中表現出卓越的英雄之舉。當巴西隆士官的連受到高度強化的日軍碉堡和堡內的集中火力所阻、難以推進之時，剛登陸不久的他立刻精明推斷了戰勢，接著便果敢地冒著敵軍重型砲火的狂轟濫炸，奔往日軍側翼，到達碉堡頂上，然後隻身以手榴彈和炸藥破壞了整座敵軍陣地和其內的守軍。他保持著極具勇氣和攻擊力的衝勢，穿越過戰火連連的灘頭，衝上了滿是槍口在開火的坡地，朝1號飛機場進攻。他屢次暴露在猛烈爆炸的彈雨之中，之後還在同一天內冷靜地前去援助一輛困在地雷區中的友軍戰車，周邊還有不斷肆虐的迫擊砲和重砲火幕籠罩。儘管敵軍的壓倒性火力依然強大，他仍巧妙地引導該輛重型戰車前往安全地帶。他總是衝在攻勢中的最前方，憑著大無畏的勇氣和鋼鐵般的意志驅使自己向前，但在向飛機場外圍推進時，被迫擊砲的彈片擊中而當場陣亡。勇猛不屈的巴西隆士官以其堅忍的進取心、傑出的戰技和面對敵軍頑強攻擊時的奮勇犧牲，對於全連在攻擊初期的關鍵時刻中所取得的進展，作出了不可磨滅的貢獻；而他在整場苦戰裡均毫無動搖地恪守職責，不但激勵了戰友，也反映出巴西隆士官自身和美國海軍的最高榮譽。他為了服務國家，英勇獻出了自己的生命。
總統代理授獎人

詹姆士·佛瑞斯托

海軍部長

### 其他榮譽
約翰·巴西隆的戰績除了使自己獲頒兩枚高級勳章以外，美國也有許多以他命名或紀念他的事物，包括美國海軍一艘基靈級驅逐艦、郵票、紀念牌匾、紀念碑等地標、加州聖地牙哥小義大利的戰爭紀念廣場，和紐澤西蒙特克萊爾州立大學的一棟宿舍。2011年時，巴西隆入列紐澤西名人堂中。

#### 巴西隆號驅逐艦

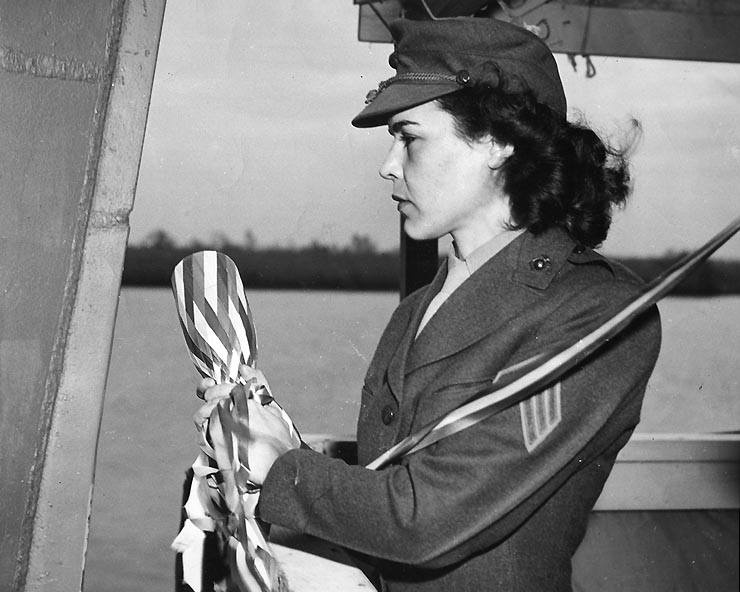
巴西隆的遺孀——女子預備役中士雷娜·巴西隆，參加巴西隆號驅逐艦的下水禮（1945年12月21日）

1945年7月7日，美國海軍的巴西隆號驅逐艦在在德州的奧蘭治開始鋪設龍骨，同年12月21日舉辦下水典禮，他的遺孀雷娜·巴西隆也參加了命名儀式。

#### 海軍陸戰隊設施
加州的潘德頓營海軍陸戰隊基地以巴西隆來命名營區內的數項設施，例如5號州際公路行經基地西側的路段，即冠上「槍砲士官約翰·巴西隆紀念公路」（Gunnery Sergeant John Basilone Memorial Highway）的別稱。連接該高速公路和基地西北部的一條道路也命名作「巴西隆路」。同樣在潘德頓營內，還有一座「巴西隆傘降區」，作為空投訓練場地。

#### 民間設施

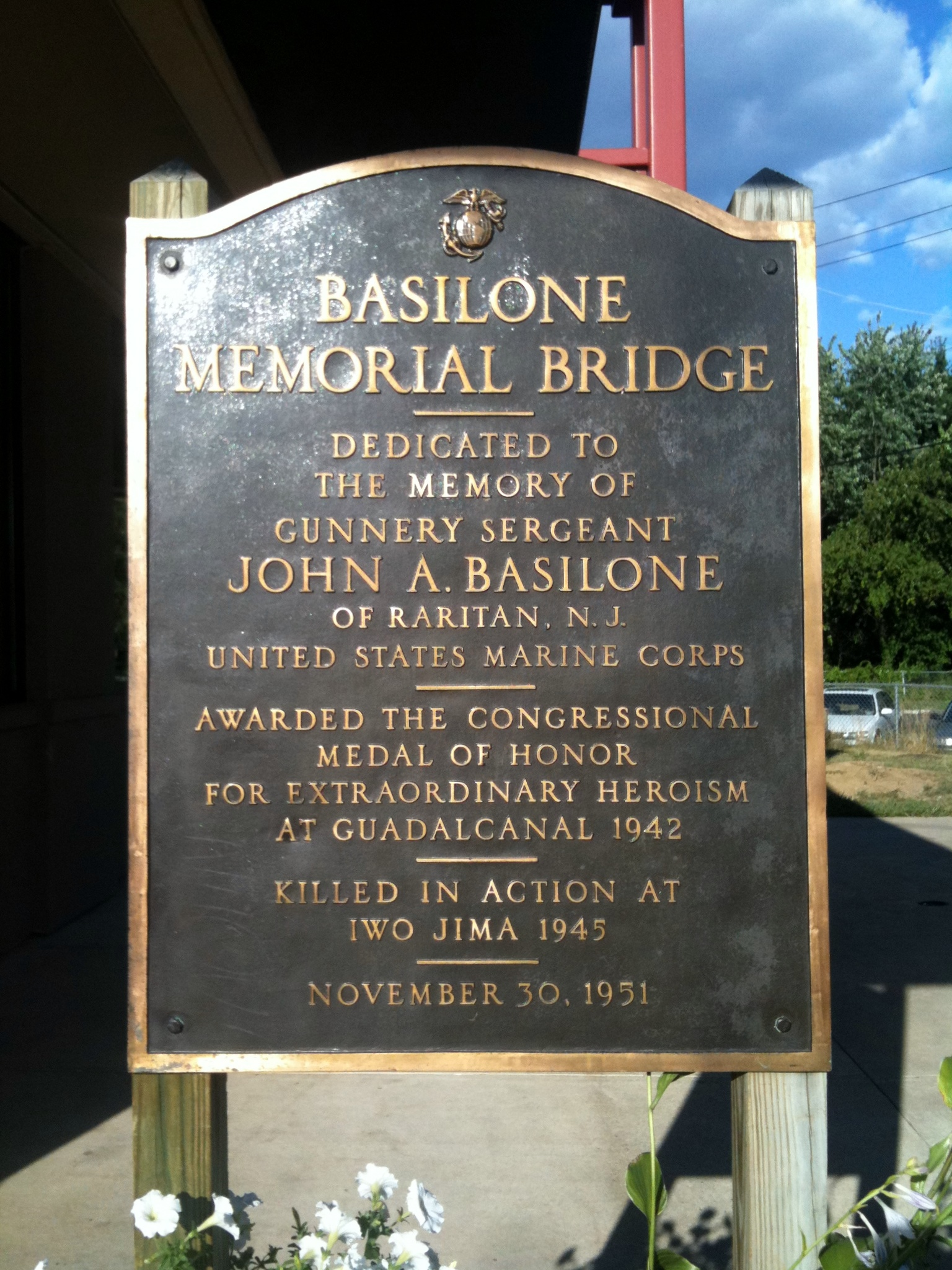
紐澤西州巴西隆橋旁的紀念牌匾

除了海軍陸戰隊設施外，許多非軍事建物也以巴西隆為名，藉此紀念他在戰場上的功勞，以下列出其中一部分設施：
橋水-拉瑞騰高中內的足球場命名為「巴西隆球場」（Basilone Field），場邊的附樓上也有描繪他的壁畫；哥倫布騎士會（Knights of Columbus Council）的13264號支社亦以巴西隆命名:p37。
在紐澤西州，202號公路橫越桑莫維爾圓環和206號公路上方的陸橋稱作巴西隆陸橋。該州的拉瑞騰河上也有兩座名為巴西隆的橋梁，一座是紐澤西收費高速公路的巴西隆橋，另一座是較晚興建的約翰·巴西隆老兵紀念大橋。
在巴西隆的老家拉瑞騰境內，於舊約克路（Old York Road）和運河街（Canal Street）交叉口設置了一座巴西隆雕像，雕像的手中扛著白朗寧機槍，雕刻師正是巴西隆的幼時好友菲力普·奧蘭多（Phillip Orlando）。華盛頓特區的美國海軍紀念廣場也為巴西隆立匾。在聖地牙哥小義大利區內的松樹街（Fir Street）和印度街（India Streets）街口同樣設有巴西隆的半身雕像，而當地為了紀念加入美軍、參與二戰和韓戰的義大利裔居民所建的廣場，也取名作巴西隆廣場（Piazza Basilone）。在美義大利之子組織（Order Sons of Italy In America）設在紐約長島波希米亞的2442號支社以巴西隆命名。拉瑞騰公共圖書館（Raritan Public Library）設有「巴西隆室」（Basilone Room），展示並收藏他的相關紀念品:p84。

#### 遊行
拉瑞騰自1981年起，都會在其境內的桑莫塞街（Somerset Street）舉辦紀念巴西隆的遊行，該慶典到後來成了一項敦親睦鄰的社區性活動。

#### 相關作品
美國郵政署在2005年11月10日發行了「傑出陸戰隊員」（Distinguished Marines）的系列紀念郵票，當中包括巴西隆、約翰·勒瓊、丹尼爾·戴利等陸戰隊史上名人。1967年戰爭片《先發制人》中，演員查德·艾弗瑞特飾演一位暱稱「上海傑克」（Shanghai Jack）的陸戰隊員，該角色在劇中同樣參與瓜島戰役，而且其渾名正是向巴西隆的綽號「馬尼拉約翰」致敬。2010年的HBO影集也將巴西隆和另外兩位陸戰隊員——尤金·史賴吉和羅伯特·里奇在二戰時的事蹟編入劇情內，當中巴西隆一角由身為演員和業餘拳擊手的強·西達演出。